# یوکی اوهاشی
یوکی اوهاشی (ژاپنی: 大橋 祐紀؛ زادهٔ ۲۷ ژوئیهٔ ۱۹۹۶) یک بازیکن فوتبال اهل ژاپن است.
از باشگاه‌هایی که در آن بازی کرده‌است می‌توان به باشگاه فوتبال شونان بلمار اشاره کرد.